# Josef Bursik
Josef Bursik, né le 12 juillet 2000, est un footballeur anglais qui joue au poste de gardien de but au Hibernian FC, en prêt du Club Bruges KV.

## Biographie

### En club
Le 1er juillet 2017, il rejoint Stoke City .
Le 2 août 2019, il est prêté à Accrington Stanley.
Le 20 août 2020, il est prêté à Doncaster Rovers.
Le 19 mai 2021, il est prêté à Lincoln City.

### En équipe nationale
Avec les moins de 17 ans, il participe au championnat d'Europe des moins de 17 ans en 2017. Lors de ce tournoi, il est gardien titulaire et joue six matchs. L’Angleterre atteint la finale de cette compétition, en étant battue par l'Espagne après une séance de tirs au but.
Il dispute ensuite quelques mois plus tard la Coupe du monde des moins de 17 ans organisée en Inde. L'Angleterre remporte ce mondial en prenant sa revanche sur l'Espagne en finale, mais Bursik reste sur le banc des remplaçants tout au long de la compétition.

## Palmarès
- Finaliste du championnat d'Europe des moins de 17 ans en 2017 avec l'équipe d'Angleterre des moins de 17 ans
- Vainqueur de la Coupe du monde des moins de 17 ans en 2017 avec l'équipe d'Angleterre des moins de 17 ans